# Liechtenstein na Letnich Igrzyskach Olimpijskich 2016
Liechtenstein na Letnich Igrzyskach Olimpijskich 2016 w Rio de Janeiro reprezentowało trzech zawodników. Był to 17. start reprezentacji Liechtensteinu na letnich igrzyskach olimpijskich.

## Skład reprezentacji

### Pływanie
| Zawodnik        | Konkurencja                 | Eliminacje | Eliminacje | Finał | Finał   | Pozycja |
| Zawodnik        | Konkurencja                 | Czas       | Miejsce    | Czas  | Miejsce | Pozycja |
| --------------- | --------------------------- | ---------- | ---------- | ----- | ------- | ------- |
| Christoph Meier | 400 m st. zmiennym mężczyzn | 4:19,19    | 22.        | NQ    | NQ      | 22.     |
| Julia Hassler   | 800 m st. dowolnym kobiet   | 8:38,19    | 21.        | NQ    | NQ      | 21.     |

### Tenis ziemny
| Zawodnik       | Konkurencja   | 1/32                     | 1/16             | 1/8              | Ćwierćfinały     | Półfinały        | Finał            | Pozycja |
| Zawodnik       | Konkurencja   | Przeciwnik Wynik         | Przeciwnik Wynik | Przeciwnik Wynik | Przeciwnik Wynik | Przeciwnik Wynik | Przeciwnik Wynik | Pozycja |
| -------------- | ------------- | ------------------------ | ---------------- | ---------------- | ---------------- | ---------------- | ---------------- | ------- |
| Stephanie Vogt | singel kobiet | Johanna Konta P 3:6, 1:6 | NQ               | NQ               | NQ               | NQ               | NQ               | 33.-64. |